# Il balcone (film)
Il balcone (The Balcony) è un film del 1963 diretto da Joseph Strick.